# Hoslundia opposita
Hoslundia opposita – gatunek roślin z rodziny jasnotowatych z monotypowego rodzaju Hoslundia. Rośnie w strefie międzyzwrotnikowej Afryki w miejscach słonecznych, na glebach piaszczystych i skalistych, w różnych formacjach – trawiastych, zaroślowych i leśnych. Gatunek bywa wykorzystywany jako roślina lecznicza i źródło oleju o aromacie podobnym do wanilii. Owoce są jadalne.

## Morfologia
PokrójAromatyczny krzew.
LiścieNaprzeciwległe, czasem też w okółkach po trzy.
KwiatyW siedzących, zredukowanych do jednokwiatowych wierzchotkach tworzących wielokrotnie rozgałęzione kwiatostany złożone typu tyrs. Podsadki są trwałe, niepozorne, zielone. Kielich jest promienisty, 5-działkowy, rurkowaty, z łatkami równowąskimi do trójkątnych. W czasie owocowania mięśnieje, staje się kulisty i przybiera barwę pomarańczową. Biała lub różowa korona kwiatu jest dwuwargowa, u nasady z prostą rurką. Górna warga składa się z 4 wzniesionych łatek, z których środkowe są dłuższe od bocznych. Dolna warga jest ułożona poziomo i lekko wydęta. Pręciki są cztery. Górna (tylna) para jest sterylna i nie wystaje z rurki korony. Dolna (przednia) para ułożona jest na dolnej wardze korony i czasem od niej dłuższa. Łatki znamienia są równej długości, kształtu główkowato-maczugowatego.
OwoceJajowate i nagie niełupki zamknięte w mięśniejącym kielichu.

## Systematyka
Pozycja systematyczna
Gatunek i rodzaj z podplemienia Ociminae, plemienia Ocimeae, podrodziny Nepetoideae z rodziny jasnotowatych Lamiaceae.